# Curcuma inodora
Curcuma inodora là một loài thực vật có hoa trong họ Gừng. Loài này được Ethelbert Blatter mô tả khoa học đầu tiên năm 1930 trong số 26 tạp chí Journal and Proceedings of the Asiatic Society of Bengal (in năm 1931). Tên gọi trong tiếng Anh là scentless turmeric (nghệ không mùi) hay hidden lily (loa kèn ẩn).

## Từ nguyên
Tính từ định danh inodora (giống đực: inodorus, giống trung: inodorum) trong tiếng Latinh có nghĩa là không mùi, ở đây là nói tới các thân rễ không mùi của nó.

## Phân bố
Loài này tìm thấy tại các bang ở miền nam và tây nam Ấn Độ; bao gồm Maharashtra, miền bắc Karnataka, Gujarat, Andhra Pradesh. Môi trường sinh sống là các khu vực đá ong cằn cỗi, đồng bằng, và các vệ đường xẻ qua đồi núi cũng như trong các khu rừng lá sớm rụng ẩm nhiệt đới.

## Mô tả
C. inodora là cây thân thảo lâu năm, thân rễ không mùi, ra hoa vào các tháng 4, 5, 8, 10 và tạo quả vào các tháng 5, 6, 9, 12. Nó có quan hệ họ hàng gần với C. decipiens nhưng có thể phân biệt được nhờ các hoa của nó cao bằng các lá bắc, xim hoa bọ cạp xoắn ốc với 3-4 hoa, tràng hoa màu tía, nhị lép cùng cánh môi với một dải màu vàng sẫm ở trung tâm.

## Sử dụng
Nó được sử dụng trong y học cổ truyền để điều trị đau cơ không vết thương (củ được mài với nước để tạo thành hỗn hợp sền sệt và bôi đắp tại chỗ), rối loạn thần kinh và táo bón. C. inodora có giá trị làm cảnh cao và được bán làm cây cảnh.

## Hình ảnh

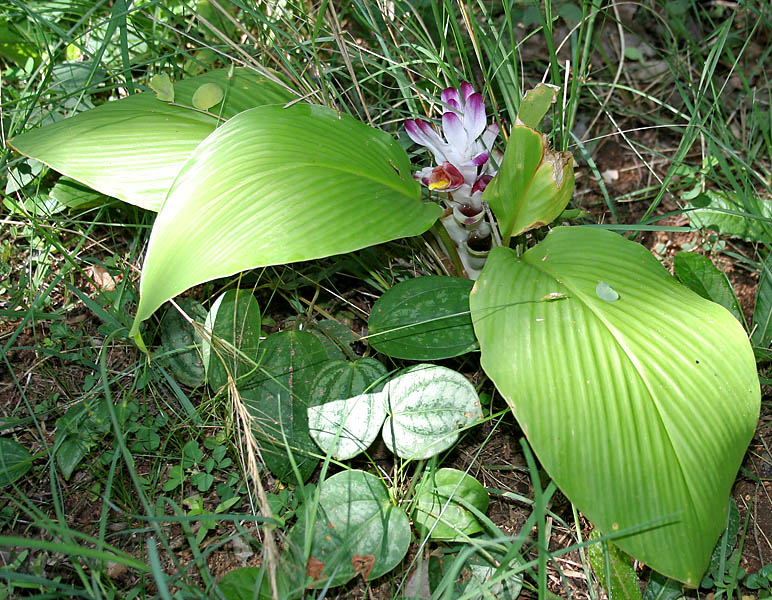
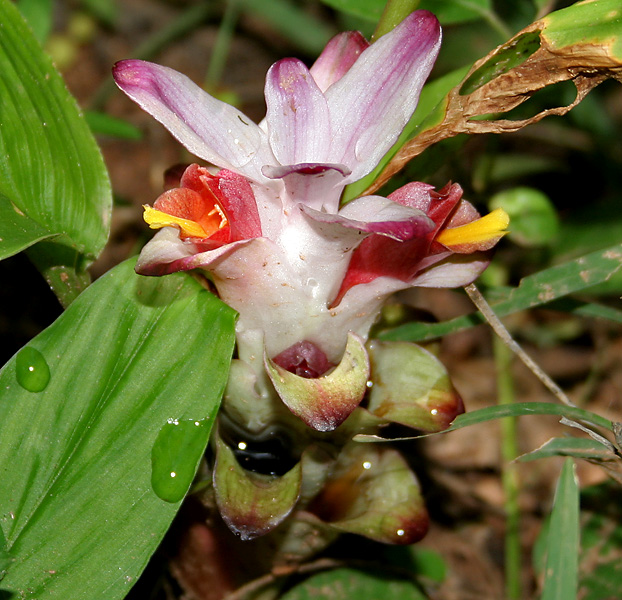
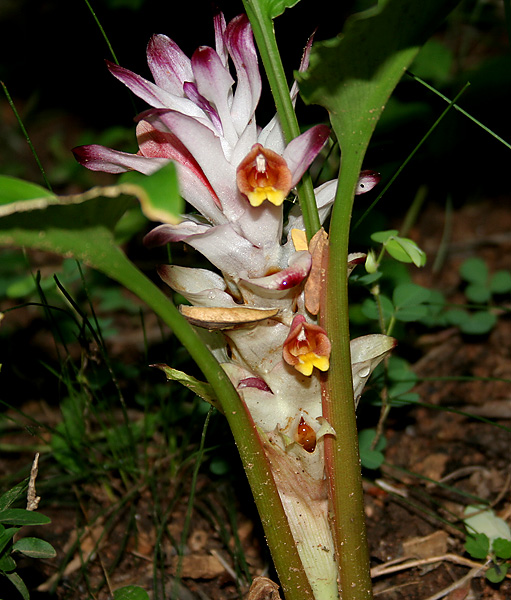
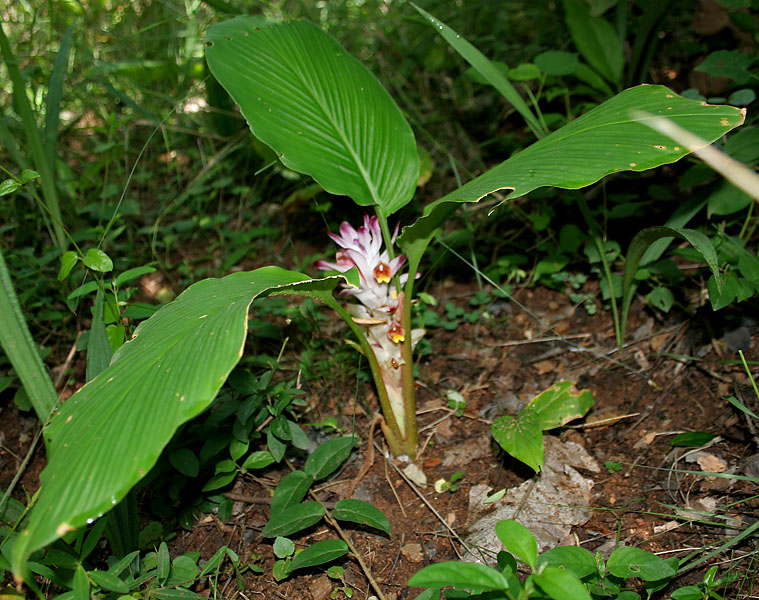